# ツァフル人
ツァフル人（英: TsakhurまたはCaxur、レズギ語: ЦIахурар、アゼルバイジャン語: Saxurlar、ロシア語: Цахуры ）は、アゼルバイジャン北部およびロシア連邦のダゲスタン南部に居住するレズギ人の亜民族グループである。
人口は約30,000人。yiqyとも呼ばれているが、一般にはツァフル人という名称で知られている。

## 歴史
7世紀のアルメニア語とグルジア語の情報源で最初に言及され、ツァハイク (Tsakhaik) という名称が与えられた。アラブ人によるカフカス・アルバニア王国の征服後はツケティとダゲスタン南西部の半独立国家 （後にスルタン国）を形成した。
11世紀になる頃には、主にキリスト教徒だったツァフル人がイスラム教に改宗していた。15世紀から、現在のアゼルバイジャンのザカタラ地区に、一部の人々が山を越えて南に移動し始めた。18世紀、首都はダゲスタンのツァフールから南のイリスに移され、エリス・スルタン国と呼ばれるようになった。スルタン国ツァフールの西側では、ジャロ・ベロカニ自由共同体が形成された。スルタンはシャキ・ハン国の影響範囲にあった。 19世紀初頭にはロシア帝国の一部となった。

## 地理
ツァフル人は、アゼルバイジャンではガフ県、ザガタラ県に住んでおり、同地の人口の14%を占める。ダゲスタンでは、ルトゥル地区の山岳地帯に住んでいる。 ヴォルフガング・シュルツェによると、アゼルバイジャンにはツァフル人が人口の大部分を占める9つの村があり、全てザガタラ県にある。また、両県内の13の村には、重要なツァフル人の少数派がいる。
ツァフル人の主な伝統的な職業としては羊の飼育が挙げられる。他、石工、仕立て屋、大工、カーペット織りや編み物などの手工芸品の製造者として働く者もいる。

## 言語
ほとんどのツァフル人はツァフル語を母国語として話しており、ツァフル語とアゼルバイジャン語のバイリンガルも多い。ツァフル人の多くは、ロシア語とレズギ語も話せる。